# Вулиця Тісна (Тернопіль)
Вулиця Тісна - вулиця у житловому масиві «Дружба» міста Тернополя.

## Відомості
Розпочинається від вулиці Назарія Яремчука, пролягає на захід до вулиці Петриківської, де і закінчується. Довжина вулиці — близько 210 м. На вулиці переважають приватні будинки, є декілька багатоповерхівок.